# Roberto Matosas
Roberto Matosas Postiglione (født 11. maj 1940 i Mercedes, Uruguay) er en uruguayansk tidligere fodboldspiller (forsvarer).
Matosas spillede gennem sin karriere 21 kampe for Uruguays landshold. Han var en del af den landets trup til VM 1970 i Mexico, og spillede alle uruguayanernes seks kampe i turneringen, hvor holdet sluttede på fjerdepladsen.
På klubplan spillede Matoas blandt andet for Peñarol i hjemlandet, for River Plate i Argentina, samt for mexicanske Deportivo Toluca.